# Postribë
Postribë là một xã trong quận Shkodër thuộc hạt Shkodër, Albania. Dân số năm 2005 là 8913 người.